# Baccharis dracunculifolia

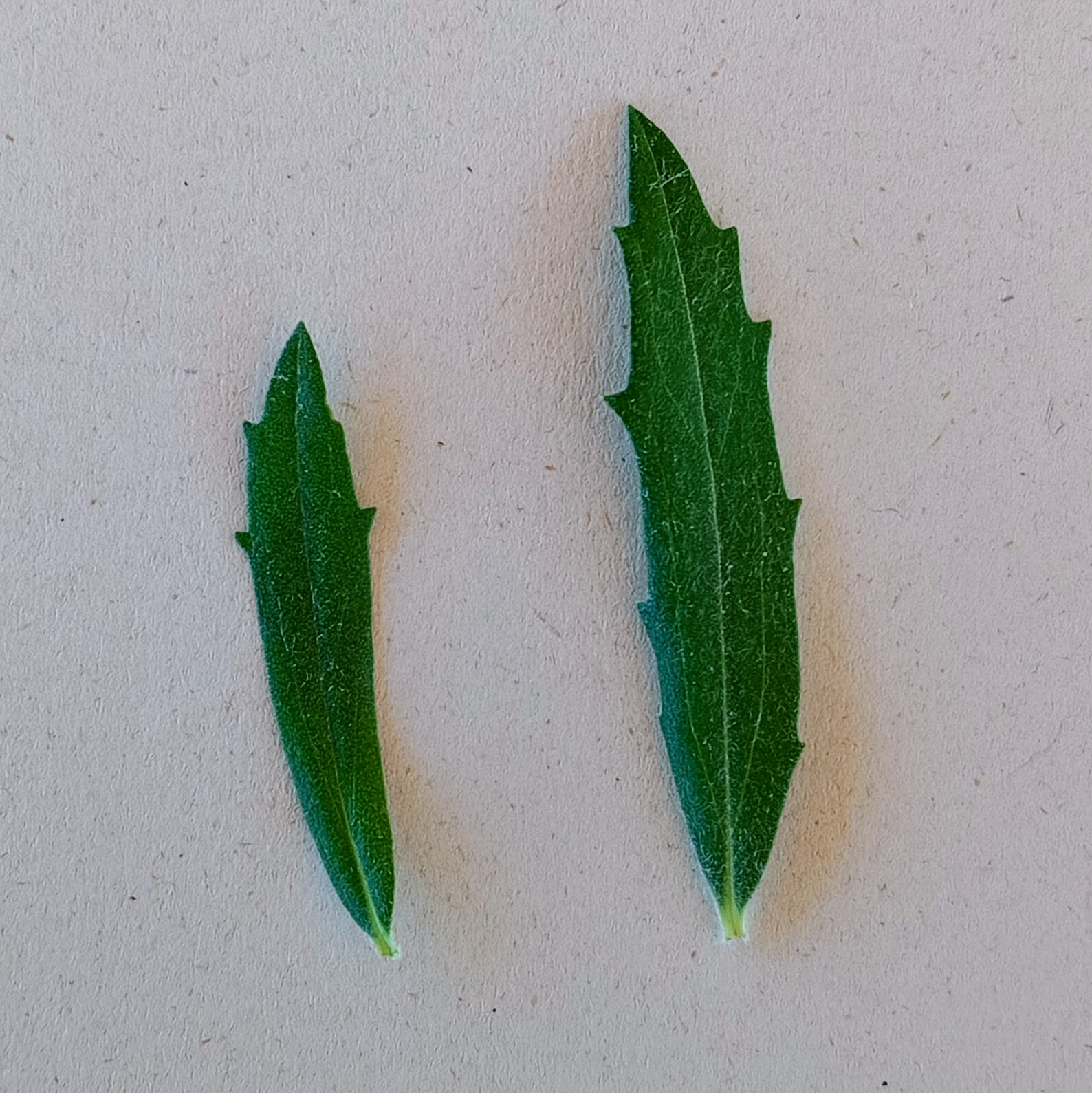
Hojas masculinas y femeninas.

Baccharis dracunculifolia, también llamada chilca, es una especie de planta con flor de la familia de las Asteráceas. Es endémica del sur de Sudamérica.
Fue considerada una planta invasora de pasturas,  y erradicada de muchas regiones. Actualmente se sabe que a través de la colecta de resina  de esta planta por las abejas, se produce el propóleos  verde.
Se reproduce por semillas y también se disemina por propagación asexual.

## Taxonomía
Baccharis dracunculifolia fue descrita por Augustin Pyrame de Candolle y publicado en Prodromus Systematis Naturalis Regni Vegetabilis 5: 421. 1836.
Etimología
Baccharis: nombre genérico que proviene del griego Bakkaris dado en honor de Baco, dios del vino, para una planta con una raíz fragante y reciclado por Linnaeus.
dracunculifolia: epíteto latino que significa "con hojas similares a Dracunculus". 
Sinonimia
- Baccharis bracteata Hook. & Arn.
- Baccharis leptospermoides DC.
- Baccharis paucidentata Sch.Bip. ex Baker
- Baccharis paucidentata Sch.Bip.
- Baccharis pulverulenta Klatt
- Conyza linearifolia Spreng.[3]

## Nombre común
- Español: thola, chilca
- Guaraní: caá nambuy guazú, caápé guazú, cañambí guazú